# Sphedanovarus
Sphedanovarus is een geslacht van wantsen uit de familie van de Reduviidae (Roofwantsen). Het geslacht werd voor het eerst wetenschappelijk beschreven door René Gabriel Jeannel in 1919.

## Soorten
Het genus bevat de volgende soorten:

- Sphedanovarus camerunensis (Breddin, 1903)
- Sphedanovarus comorensis Villiers, 1962
- Sphedanovarus flavobasalis Villiers, 1962
- Sphedanovarus lepesmei Villiers, 1948
- Sphedanovarus sacalava (Bergroth, 1903)
- Sphedanovarus sjostedti (Schouteden, 1910)
- Sphedanovarus vadoni Villiers, 1968